# Dilbert
Dilbert er en amerikansk tegneserie-stribe, skabt af Scott Adams som beskriver ingeniøren Dilberts vandring gennem uduelighedens kontorlandskab. Serien tager sit udgangspunkt i virksomhedskulturen, hvor cheferne har magt, men ikke aner, hvad der skal gøres, og medarbejderne sidder på kundskaben, men ingen magt har. Bureaukrati for bureaukratiets skyld. Gennem dette satiriske og banale arrangement beskrives mange virkelige problemstillinger relateret til læserens egen arbejdsplads og opfattelse af arbejdslivet generelt.
Dilbert er først og fremmest en avisstribe, men er også udgivet i albumform. Den er oversat til 35 sprog.